# Tim Otto
Tim Otto (* 17. April 1997 in Hameln) ist ein deutscher Handballspieler. Seine Körpergröße beträgt 1,91 m und er spielt für den MTV Braunschweig im Rückraum.

## Karriere
Tim Otto begann bei der Tuspo Bad Münder mit dem Handballspielen. In seinem ersten E-Jugend-Jahr wechselte er zum VfL Hameln, wo er unter anderem ein Jahr in der A-Jugend-Bundesliga spielte.
In der Saison 2015/16 absolvierte er sein erstes Herrenjahr in der Oberliga Niedersachsen. In seiner ersten Herrensaison war er gleich der beste Feldtorschütze der Oberliga (203 Tore). Zur Saison 2016/17 wechselte Tim Otto zum Drittligisten HF Springe. In seiner ersten Drittliga-Serie war er bester Werfer seines Teams mit 172 erzielten Feldtoren. Zur Saison 2018/19 wechselte Otto nach dem Rückzug der Handballfreunde Springe zum TuS Vinnhorst. Mit Vinnhorst stieg er in der Saison 2022/23 in die 2. Bundesliga auf.  Nach der Aufstiegssaison schloss er sich dem Drittligisten MTV Braunschweig an.